# Alexandre Iaroslavski
Alexandre Iaroslavski (en russe : Александр Борисович Ярославский), né le 22 août 1896 (3 septembre dans le calendrier grégorien) à Tomsk ou à Moscou, mort le 10 décembre 1930 dans le SLON à Solovki, est un poète russe, un des fondateurs du courant du biocosmisme. Il a épousé Evguénia Iaroslavskaïa-Markon, anarchiste qui a été fusillée quelques mois après lui à Solovki.  

## Biographie
Il termine ses études au lycée de Vladivostok en 1914. Puis il entre à la faculté de mathématiques de l'Université d'État de Saint-Pétersbourg, mais en est exclu pour absence aux cours. Il retourne à Vladivostok, où il publie son premier livre en 1917. Durant l'intervention alliée pendant la guerre civile russe en 1919-1920, il est en prison pour propagande révolutionnaire. En 1920, Iaroslavski dirige le travail pédagogique et culturel au sein de la cellule anarchiste d'Irkoutsk. Nestor Karandarichvili (ru), anarchiste, publie ses ouvrages dans son imprimerie ambulante. Puis on retrouve des éditions de ses poèmes auprès d'éditeurs d'Irkoutsk (1920), de Nijneoudinsk (1921) et de Tchita (1921).
Dans ses ouvrages des années 1919-1921, le poète traite du thème du pacifisme puis s'oriente vers son sujet de prédilection durant les années 1920 : l'immortalité de la personne.
Il arrive à Moscou en 1922 et rejoint directement le groupe des biocosmistes. À partir de 1922, il parle en vers de l'immortalité non seulement des humains mais de tout ce qui vit à partir de l'idée de biostase (aux États-Unis on parlera plus tard de cryonie). Suivant cette théorie, toute vie pourrait être mise en état d'hibernation pour être réveillée dans un nouveau monde parfait.
À l'automne 1922, à Petrograd, lors d'une soirée de conférence, les biocosmistes font la connaissance de la future épouse de Iaroslavski, Evguénia Iaroslavskaïa-Markon (1902-1931). C'est la fille du philologue et hébraïste Isaac Markon (1875-1949), qui termine les cours de la faculté de philologie en 1922, dans la même université que celle où son père travaille (Cours Bestoujev).
En novembre 1922, le journal de Iaroslavski Immortalité (Bessmertie) est fermé par les autorités judiciaires de Petrograd sur base d'accusations de pornographie.
De 1922 à la mi-1926, Iaroslavski et sa femme Evguénia Markon voyagent à travers l'URSS. À la fin du mois de septembre 1926, ils partent pour Berlin. Là, Iaroslavski organise une grande conférence-débat sur le thème La Russie et Moscou et critiquent les autorités. À Berlin, il fait aussi publier son livre de poème en vers intitulé Moscou-Berlin. Ils se rendent ensuite à Paris, où ils séjournent deux mois. Iaroslavski veut ensuite retourner en URSS. « Je vais en Russie et je serai fusillé… Et si les bolchéviks ne me fusillent pas, — tant mieux ! ». À Szczecin, ils prennent le bateau et retournent à Leningrad.
En mai 1928, Alexandre Iaroslavski est arrêté et condamné à cinq ans de prison par ordonnance du GPU du 1er octobre 1928 sur base de l'article 58-4 du code pénal. Il est envoyé à Solovki où il arrive la 4 novembre 1928. Dans ce SLON, la police politique du Guépéou le considère comme une personnalité au comportement négatif, qui fait semblant de travailler et exige une surveillance constante (rapport de la Commission centrale des arrestations du 23 août 1929), quant aux autres prisonniers, ils le considèrent comme un indicateur.
Durant la période de détention de Iaroslavski, son épouse écrit des appels et soutient son mari par tous les moyens possibles. Elle vivait à cette époque dans un environnement de voleurs, de délinquants et espérait créer un Comité sans parti des délinquants de droit commun et politiques qui s'occuperait de la libération des lieux de détention des condamnés à mort, puis d'autres grands criminels. En 1930, Evguénia Markon a été arrêtée à plusieurs reprises pour vol et condamnée à la déportation, d'abord à Tcherepovets, près de Vologda, puis en Sibérie. De Sibérie, elle s'enfuit vers Solovki pour tenter de faire évader son mari. Mais son plan est découvert. Pour tentative d'évasion, Iaroslavski est condamné à la peine capitale et fusillé le 10 décembre 1930. Evguénia a été incriminée également et condamnée à trois années de camp. Mais comme elle attente ensuite à la vie du chef du camp de Solovki, elle est fusillée pour terrorisme le 20 juin 1931, soit six mois après son mari,. Avant de mourir elle écrit dans sa cellule son autobiographie (parue en français sous le titre Révoltée en 2017)

## Mémoire
Après la mort du poète, son nom et son œuvre ont été oubliés. Le poète Leonid Martynov dans les années 1970 a rappelé comment, au début des années 1920, il a été impressionné par Le livre des poèmes cosmiques de Iaroslavski : « D'où est-il venu et où est-il passé cet Alexandre Iaroslavski ? Je ne sais pas. »
Dmitri Likhatchov, dans des enregistrements de Solovski («Соловетских записях») (Alexandre Soljenitsyne dans L'Archipel du Goulag reprend ces enregistrements), considère A. Iaroslavski comme un indicateur : « Les propositions de Iaroslavski [la deuxième fois] de devenir conférencier antireligieux et indicateur [il me semble que Iaroslavksi le fût ; puis il a été libéré] ». Cependant, Likhatchov se trompe : Iaroslavski n'a pas été libéré mais fusillé, et il est possible qu'il veuille parler du conférencier homonyme antireligieux de cette époque, Iemelian Iaroslavski.

### Poésie
- (ru) Poème anabioza : Poésie des biocosmistes-immortalistes[7] Поэма анабиоза. Пг.: Ком. поэзии Биокосмистов-имморталистов. (Сев. группа), 1922. — 14 с. — 2000 экз.

### Prose
- (ru) Les Argonautes de l'univers, roman utopiste (Аргонавты Вселенной: Роман-утопия.) Moscou Léningrad.: Биокосмисты, 1926.
- (ru) Les Prolétaires - au ciel (Пролетарии — в небо): récit (Tchéliabinsk) 1923 ([Рассказ] // Советская правда (Челябинск), 1923. n° 149.)